# Mydaea scolocerca
Mydaea scolocerca är en tvåvingeart som beskrevs av Feng 2000. Mydaea scolocerca ingår i släktet Mydaea och familjen husflugor.
Artens utbredningsområde är Sichuan (Kina). Inga underarter finns listade i Catalogue of Life.